# Casa Marini
Casa Marini è un edificio storico situato a Guardiagrele, in provincia di Chieti.
Secondo la tradizione il palazzo ospitava la zecca in cui dal 1391 venivano coniati i bolognini. Istituita da Napoleone II Orsini, la zecca era un privilegio concesso dal re Ladislao di Durazzo con apposito diploma nel giugno 1391.
L'edificio ha subito nel corso del tempo numerosi rimaneggiamenti e trasformazioni, ma conserva dell'edificio originale un portale ogivale tardogotico che adorna la facciata, sormontato da un timpano triangolare. Oltre l'ingresso si apre una piccola corte interna.

## I bolognini guardiesi

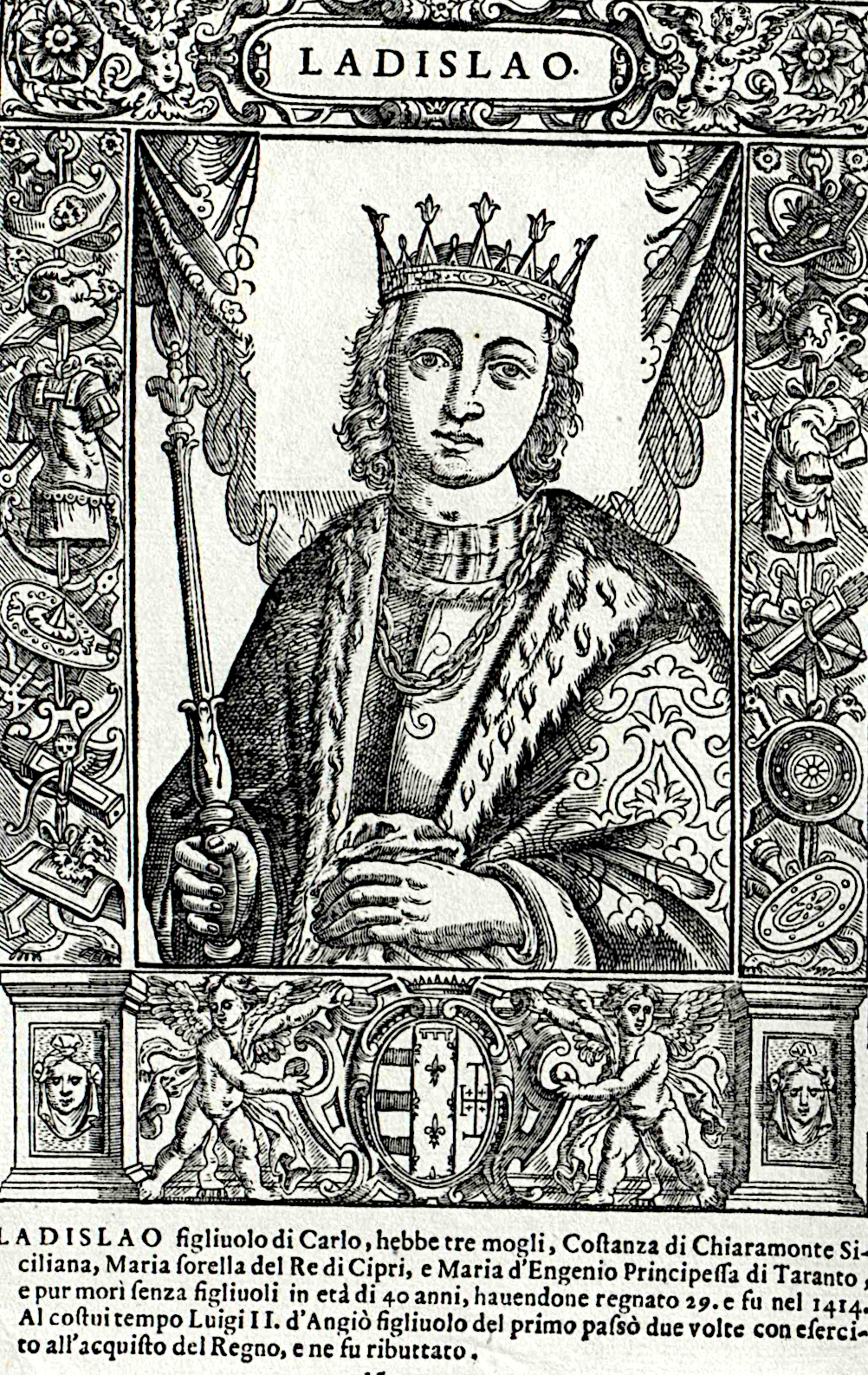
Ladislao di Durazzo

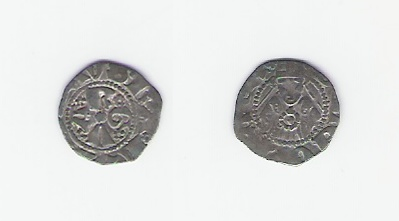
Un bolognino di Guardiagrele

Durante il governo di Napoleone I, nel territorio abruzzese ci furono le scorrerie di Fra Moriale e del Conte Lando, sbandati dell'esercito d'Ungheria, che tuttavia non riuscirono a saccheggiare la città. A Napoleone successero Giovanni e Ugolino, che si allearono con Carlo di Durazzo contro Luigi d'Angiò. Giovanni servì con onore re Carlo contro Giovanna I, ottenendo nel 1381 la contrada di San Valentino (oggi Villa San Vincenzo); ebbe tre figli: Napoleone II, Francesco e Nicolò. Napoleone II successe a Giovanni, nel 1391 il re Ladislao gli confermava la contea di San Valentino, sempre in quest'anno un accordo speciale tra Napoleone e il re di Napoli permise a Guardiagrele l'istituzione della "zecca" per coniare i bolognini, nel periodo della guerra dei Durazzeschi contro il partito di Luigi d'Angiò. Guardiagrele per breve tempo fu un'autentica istituzione nell'Abruzzo, insieme a Sulmona, investita dello stesso privilegio durazzesco. La zona della zecca fu individuata in Casa Marini, posta all'incrocio di Via Cavalieri con Vicolo I° Capocroce; l'attuale aspetto è piuttosto rimaneggiato per via dei rifacimenti durante i secoli, soprattutto tra il XVIII e il XIX. Rimane di originale il bel portale gotico "durazzesco" ogivale, caratterizzato da un angelo scolpito al vertice della grande ghimberga ornamentale, che introduce alla corte interna per mezzo di un corridoio voltato a botte. La corte interna è coperta da tettoia in legno e mattoni su pilastri, e porta al piano superiore dell'edificio.
La fortuna di Guardiagrele nel battere moneta non durò molto, perché le sorti della guerra volsero a favore di Luigi II, e Napoleone venne imprigionato nel 1392, perdendo alcuni feudi: Castel Rosi, Civitaquana, Moscufo, Pagliano, Rosciano, Torricella a Mare e Tufo. Nel 1395 Napoleone rientrò in grazia di Ladislao, e Guardiagrele insieme alla contea di Manoppello visse un periodo di pace sino al 1407, quando il governo venne dato dal re a un tal Lodovico Migliorati in cambio di Ascoli Piceno riavuta da Ladislao. Negli anni di governo, Napoleone era riuscito ad avere anche il feudo di Pacentro, in una controversia col duca Acquaviva di Atri, per mezzo di un notaio di Sulmona. Alla morte di Napoleone, gli successe brevemente Giovanni Orsino, che però mosse a guerra contro Ladislao, morendo in prigione, e poi dunque Leone Giordano, figlio di Napoleone e Maria Cantelmo. Lui e gli altri discendenti, entrarono nell'orbita della guerra di Giovanna II contro Papa Martino V, e dei capitani di ventura Braccio da Montone (parteggiando per costui, al servizio di Alfonso V d'Aragona), Muzio Attendolo Sforza e Jacopo Caldora, al servizio della casa d'Angiò. Quando Braccio si nominò Principe di Capua e Gran Connestabile del Regno, mandò in Abruzzo i luogotenenti Ardizzone di Capua e Niccolò Piccinino, per punire i ribelli di Giovanna II: Antonuccio e altri fratelli dei Camponeschi, tra cui Pietro Lalle. Antonuccio si recò a Guardiagrele, mobilitando la popolazione a respingere Braccio; ma il 18 maggio 1423, anche i luogotenenti di Braccio giunsero a Guardiagrele, intimando il giuramento di fedeltà a Giovanna e Alfonso, che ottennero il 29 luglio con firma di capitolazione della città, senza che fosse saccheggiata.
Gli Orsini, dalla spedizione di conquista di Braccio in Abruzzo, riuscirono ad ottenere molti dei feudi perduti dell'antica contea di Manoppello, includendo Filetto, Giuliano Teatino ed Orsogna. Nel 1424 il nuovo re Alfonso V d'Aragona confermò il possedimento di tali feudi, inclusa la facoltà di continuare a coniare bolognini. In questo periodo governava Niccolò Orsini, fedele servitore di Alfonso, e membro del Parlamento di Napoli; morì a tradimento nel 1443, vittima di Francesco Riccardi di Ortona, e morì senza eredi. Nel 1453 fu conte di Manoppello Orso Orsini; Guardiagrele nel 1456 fu danneggiata da un terremoto, e da documenti si sa che venne incamerata nel regio demanio, e poi concessa a Marino d'Alanno, inoltre il re di Napoli stabilì che quel feudo non potesse essere rivendicato dagli Orsini. Nel 1467 Napoleone III grazie a Ferrante d'Aragona ottenne la conferma del contado di Manoppello e della Valle Siciliana nel teramano, ma non Guardiagrele, che cercò di conquistare con la prepotenza e la forza. La boria di Napoleone arrivò al punto che nel 1505 perse nuovamente i feudi, che vennero dati nel 1507 a Bartolomeo di Alviano. Ultimo signore di Guardiagrele fu Camillo Pardo Orsini, morto nel 1553 senza eredi, che venne privato una trentina d'anni prima.
Degli Orsini a Guardiagrele ci sono tre stemmi, conservati sul fianco del Duomo, che mostrano l'accrescimento dei privilegi ottenuti soprattutto con i francesi di Luigi d'Angiò.
I bolognini nella variante guardiese, presentano al recto la sigla della zecca, GVAR (cioè l'inizio del nome di "Guardia - Grele"), circondata dal nome del sovrano LADISLAVS R(ex), e al verso la legenda S. LEO PAPA e l'immagine del busto del pontefice, con la rosa a 5 petali, simbolo degli Orsini sul petto. Secondo uno studio recente l'immagine sarebbe quella di Papa Leone II.
La variante rara rappresenta al rovescio, ai lati del santo due ganci, ossia un doppio uncino, come riferito in uno studio di Achille Giuliano Ripostiglio. Nel 1400 veniva completata per volere di Napoleone II Orsini la cappella di San Leone a Guardiagrele, una cappella palatina per cui gli Orsini commissionarono anche il noto "Messale Orsini". Dunque si sa che in questo periodo la figura di Papa Leone II era assai venerata in città. La seconda emissione dei bolognini di Guardiagrele, sotto la regina Giovanna II di Napoli, nel corso del terzo decennio del Quattrocento, vide confermata al rovescio la presenza del busto di San Leone, sebbene leggermente modificata nell'atteggiamento rispetto alla prima emissione, il Papa ha la mano destra benedicente, e con la sinistra regge una croce processionale, ad imitazione di Papa Celestino V, che campeggia nei bolognini durazzeschi dell'Aquila.
Si è sempre pensato che il Papa Leone fosse il I, non il II; nel 1913 Enrico Carusi sosteneva che si trattasse di San Leone Magno, e l'ipotesi fu ribadita dagli altri studiosi. Taraborrelli si è posto delle domande sul fatto di così tanta venerazione su questo Papa, rappresentato nei bolognini con i petali dello stemma degli Orsini, anziché altri santi patroni guardiesi, come San Donato o di Santi Pietro e Paolo; tuttavia il progetto di Napoleone, nell'atto del 28 giugno 1400, vede la dichiarazione di costruzione della cappella di San Leone proprio nel giorno della ricorrenza della sua morte, il 28 giugno, e dunque non Leone Magno, ma Leone II, come riportato nel martirologio romano. C'è anche un'ipotesi che Napoleone avesse confuso l'origine del santo siciliano, scambiandolo per un uomo proveniente dalla Valle Siciliana, nella provincia di Teramo, che costituiva parte della Baronia di Paleraria (Isola del Gran Sasso), infeudata agli Orsini e alla Contea di Manoppello.

## Galleria d'immagini

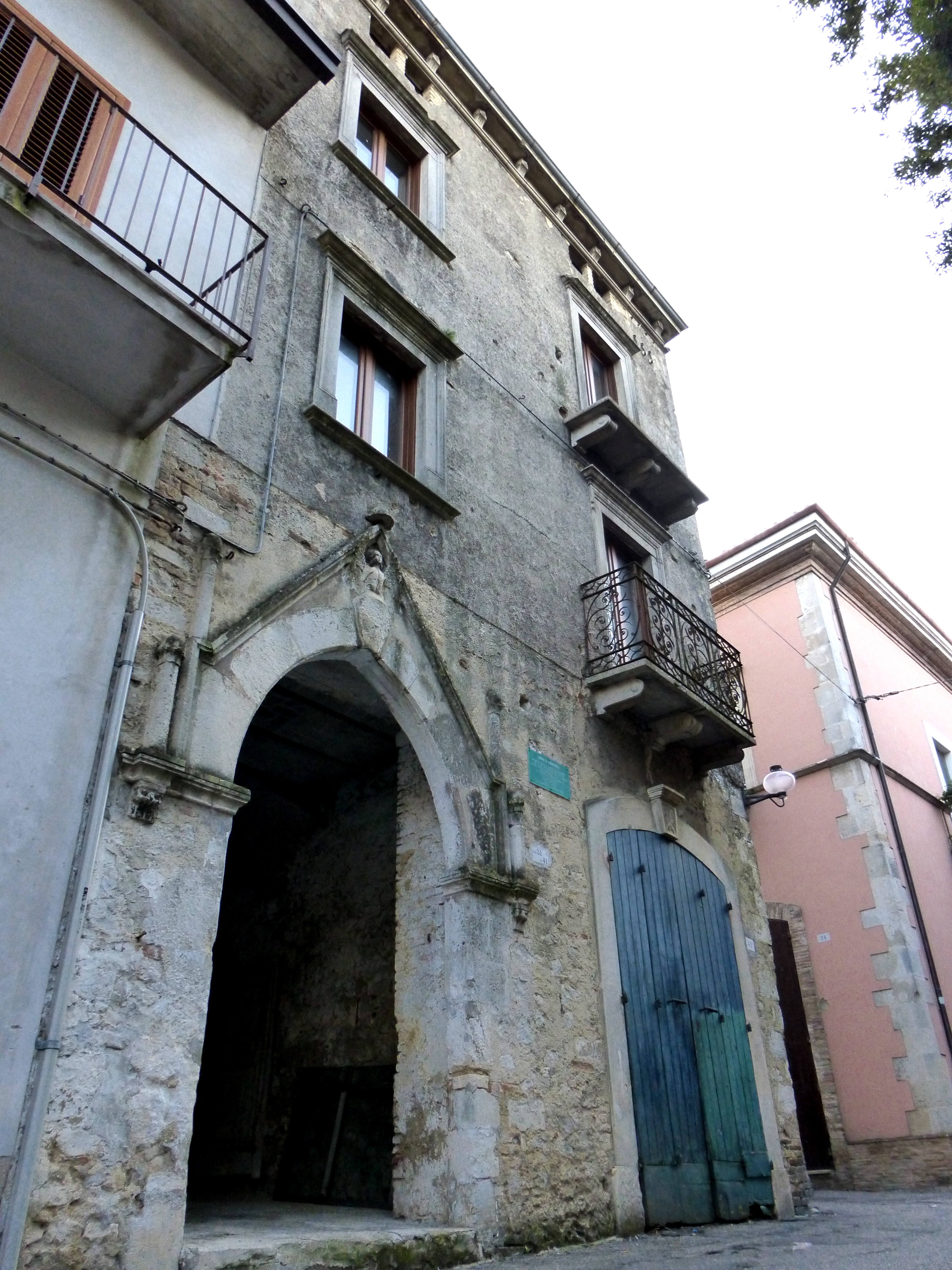
Il prospetto principale